# Écrans d'Asie
Écrans d'Asie fut un magazine consacré aux cinémas et aux cultures d'Asie de mai 2009 à juillet 2010, transformé depuis fin 2010 en une collection de livres chez la maison d'éditions Écrans.

## Histoire
Écrans d'Asie a été initié en décembre 2008 dans une formule nouvelle sur cette thématique en associant une écriture dense à une actualité forte des cinémas d'Asie grâce à un support bénéficiant des avancées technologiques de l'Internet (et renouvelant l'approche de la presse écrite), à savoir la publication sur des sites de partage de magazine (ISSUU, Calameo...). 
Les premières maquettes furent dessinées dès janvier 2009. En février 2009, une première équipe de rédacteurs rejoignit le projet afin d'agencer un calendrier de parution. 
Un mois plus tard, la rédaction s'est mise à l'écriture et déboucha sur une sortie du premier numéro d’Écrans d'Asie en juin 2009 reprenant l'actualité du premier semestre 2009 mêlée à de nombreux dossiers et entretiens. 
Écrans d'Asiecontinua à un rythme de parution bimestrielle voire trimestrielle jusqu'à l'été 2010. Par la suite, face au développement possible du magazine et de sa diffusion, celui-ci s'est mué en une collection d'ouvrage collectif avec comme première publication, Les actrices chinoises sorti en fin décembre 2010.  

## Projet éditorial
Dès le départ de l'aventure, le magazine Écrans d'Asie proposa un paiement au numéro ou à l'abonnement (sur 4 numéros) pour constituer un projet complémentaire d'édition de livres sur le cinéma asiatique. Selon la rédaction, la cinématographie de ce continent n'était que trop peu représentée en librairie  malgré un accès favorisé par l'apparition d'Internet, des DVD, etc.
Le magazine passa brièvement en version papier et en quantité limitée sur ses deux derniers numéros dans des lieux de vente privilégiés (librairie de cinéma, lieux de projection cinématographique...).

## Rédaction
Les collaborateurs de ce magazine furent des critiques de cinéma, des chercheurs du CNRS, des doctorants, des spécialistes issus d'Internet, des enseignants, des journalistes...
L'équipe rédactionnelle du magazine a été composée principalement de : Martin Vieillot, Bastian Meiresonne, Christophe Falin, Erwan Cadoret, Nolwenn Le Minez, Anne Kerlan-Stephens, Zhang Yi, Li Xin et Damien Paccellieri.
Depuis, la collection de livres est placée sous la direction de Damien Paccellieri, accueillant ces anciennes plumes mais aussi des nouvelles (Tom Mes, Benjamin Thomas, Arnaud Lanuque...).